# フラント・ディンク
フラント・ディンク（トルコ語: Hrant Dink、アルメニア語: Հրանդ Տինկ、1955年9月15日 - 2007年1月19日）は、トルコのジャーナリスト。アルメニア系。トルコ国内で第1次世界大戦中に行われた「アルメニア人虐殺」を告発する一方で、アルメニア人とトルコ人の和解を訴えてきた。2007年、暗殺された。

## 略歴
マラティヤ生まれ。イスタンブール大学理学部動物学科を卒業。ディンクはアルメニア語とトルコ語による週刊紙『アゴス』を発行し、その中でアルメニア人虐殺を「民族虐殺」であると告発してきた。2005年には「国家侮辱罪」で逮捕され、禁錮10ヶ月（執行猶予つき）の有罪判決を受けた。その一方、2006年にフランスの国民議会で「アルメニア人虐殺否定禁止法」が可決されると、それを「過激な行動」と批判した。
2007年1月19日、イスタンブール市・シシリ地区のハラースキャールガーズィ通りにあるアゴス新聞の出入り口で、元大統一党党員でマクドナルドのトラブゾン店爆破犯であるヤースィン・ハヤル (Yasin Hayal)の教唆を受けたオギュン・サマスト (Ogün Samast、犯行当時17歳)により射殺された。
暗殺のニュースはトルコ社会に大きな衝撃を与えた。当局は組織的犯行かどうか調査を開始した。レジェップ・タイイップ・エルドアン首相は「ディンク氏に向けられた銃弾はわれわれに向けられたものである」と暗殺を非難し弔意を表した。

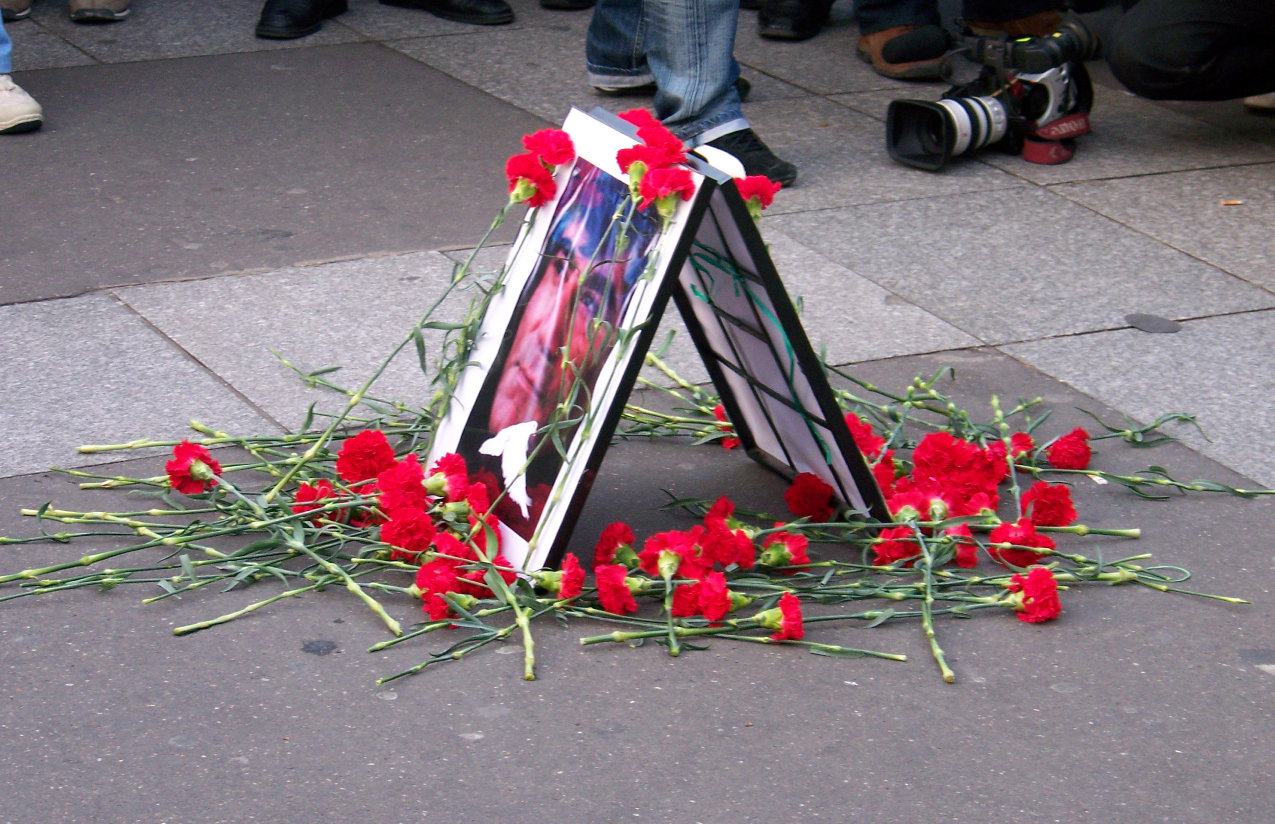
イスタンブール市内の暗殺現場に供えられたフラント・ディンクの遺影とカーネーション